# رانيا زغير
رانيا زغير، كاتبة لبنانية وناشرة كتب عربية للأطفال. تُرجمت العديد من كتبها إلى لغات مختلفة منها الألمانية، والإيطالية، والكورية، والإسبانية، والفرنسية، والإنجليزية، والبولندية وغيرهم.

## حياتها الشخصية
ولدت كاتبة قصص أطفال رانيا زغير في مدينة بيروت، لبنان في 23 يوليو 1977. هاجرا والدها السوريين إلى لبنان عام 1960. وعندما بلغت زغير سن العاشرة، انتقلت مع عائلتها إلى سوريا. والتقت بجدتها التي كانت تحب الطبيعة والحيوانات مما كان مصدر إلهام لزغير لكتابة قصة «سيسي ملاقط تلبس خروفا ودودتين». وتعيش زغير حاليا في باريس بعد انتقالها عام 2018 من لبنان مع زوجها سامير صابرا المهندس اللبناني-الفرنسي ولديهما ولدين معاً.

## مسيرتها المهنية
في عام 1999، حصلت زغير على شهادة البكالوريوس في فنون الإعلام من الجامعة اللبنانية الأمريكية، ثم على إجازة تدريس من الجامعة الأمريكية في بيروت في عام 2001، ونالت أبضًا على شهادة الماجستير في علم النفسي التربوي من الجامعة نفسها عام 2004. وقد عملت بعد تخرجها معملةً في مدرسة ثم أستاذةً جامعيةً. وأسست دار الخياط الصغير للنشر في عام 2008.
ألفت ونشرت زغير العديد من كتب الأطفال. وخلال السنوات الماضية، حصلت زغير على العديد من الجوائز الدولية والعالمية منها جائزة مهرجان برلين الدولي للأدب عام 2015، عن كتابها «حلتبيس حلتبيس» فئة كتب غير استثنائية. وقد تُرجمت أعمالها إلى 20 لغة منها الألمانية، والإنجليزية، والفرنسية، واليونانية، والكورية، والبولندية، والروسية وغيرهم. وتعتبر زغير المؤسسة والمنظمة للمؤتمر الدولي لأدب الأطفال «قصتنا قصة» والذي يعقد مرة كل سنتين في لبنان. كما حاز كتابها «سيسي ملاقط: تلبس خاروفا ودودتين» على جائزة أفضل كتاب لجمعية السبيل (أصدقاء مكتبات العامة)، عام 2009.

## مؤلفاتها
- عدنان وحكيم الأسنان، 2000
- هل رأيت أحرفي؟، 2003
- سبعة أيام في علبة ألوان، 2004
- العملاق العملاق، 2005
- العملاق العملاق يغني: سنة حلوة يا سلطة، 2005
- العملاق العملاق: يغني هنا وهناك، 2006
- لما بلطت البحر، 2008
- حديد، صابون، بونبون، 2008
- سيسي ملاقط تلبس خروفا ورورتين، 2009
- من لحس قرن البوظة؟، 2009
- لماذا أمطرت السماء كوسى وورق عنب؟، 2009
- يوميات فكرة مسروقة، 2009
- حلتبيس حلتبيس، 2010
- حلتبيس حلتبيس أشعار من سمسم وخيار، 2010
- من سبق لبق، 2018
- خخخ... كتاب ليس عن حرف الخاء، 2019
- لما غنى العصفور
- أخي الصغير
- بيتي هو طابة
- نجمة نجمة يا نجيمة
- فكرية

## الجوائز
- جائزة معرض بيروت الدولي للكتاب عن كتاب «بيروت» فئة أدب الأطفال، عام 2016.[1][7]
- جائزة مهرجان برلين الأدبي عن كتاب «حلتبيس حلتبيس»، عام 2015.[1][7]
- فاز دار النشر «الخياط الصغير» بجائزة آنا ليند لأفضل كتاب للأطفال عن قصة «هي، هما، هنّ»، عام 2011.[1][7]
- حازت على جائزة مؤسسة أنا ليند الاورومتوسطية للحوار بين الثقافات عام 2011.[1][7]
- حاز كتابها «سيسي ملاقط: تلبس خاروفا ودودتين» على جائزة أفضل كتاب لجمعية السبيل (أصدقاء مكتبات العامة)، عام 2009.[1][7]